# Coldiretti
La Coldiretti (Confederazione Nazionale Coltivatori Diretti) è la maggiore associazione di rappresentanza e assistenza dell'agricoltura italiana.

## Storia
Fondata dal democristiano Paolo Bonomi il 30 ottobre 1944 come sindacato di piccoli imprenditori agricoli, nel corso della sua storia, grazie alle iniziative in favore dell'agricoltura e alla sua organizzazione capillare, si è affermata come la principale associazione agricola italiana.

### Club 3P
Negli anni 1950 la Coltivatori Diretti di Paolo Bonomi, mutuando una iniziativa presente negli Stati Uniti d'America organizzò i giovani coltivatori italiani creando i Club 3P su modello dei Club 4-H fondati nel 1902.

### Anni Novanta
Sul finire del Novecento ha esteso la propria rappresentanza dalle imprese singole alle cooperative, dal settore agricolo a quello della pesca, dall'agricoltura tradizionale ai mercati di Campagna Amica, fino all'apertura della prima catena di vendita diretta organizzata degli agricoltori italiani, con il progetto Filiera agricola tutta italiana. È considerata un'organizzazione con stabile influenza sulle politiche dei governi italiani nei decenni in materie come la tassazione degli agricoltori e la regolamentazione di produzione e distribuzione anche all'estero (come l'etichettatura, compresa l'indicazione geografica).

## Alcuni dati dell'Associazione
La Coldiretti associa 1,6 milioni di agricoltori e ha la maggioranza assoluta delle imprese che operano nell'agricoltura italiana, con circa il 70% degli iscritti alle camere di commercio tra le organizzazioni di rappresentanza.
La Coldiretti è anche la prima organizzazione agricola di datori di retribuzione, per numero di imprese che assumono manodopera. La sua diffusione è capillare su tutto il territorio nazionale: federazioni regionali, 97 federazioni interprovinciali e provinciali, 724 Uffici di Zona e 5.668 sezioni comunali.

## Le articolazioni operative
Del sistema Coldiretti fanno parte: UE.COOP, che associa le cooperative e la Fondazione Campagna Amica della quale fanno parte quasi ventimila punti tra fattorie, mercati, botteghe, ristoranti, orti urbani e agriturismi associati a Terranostra.

## Presidenti

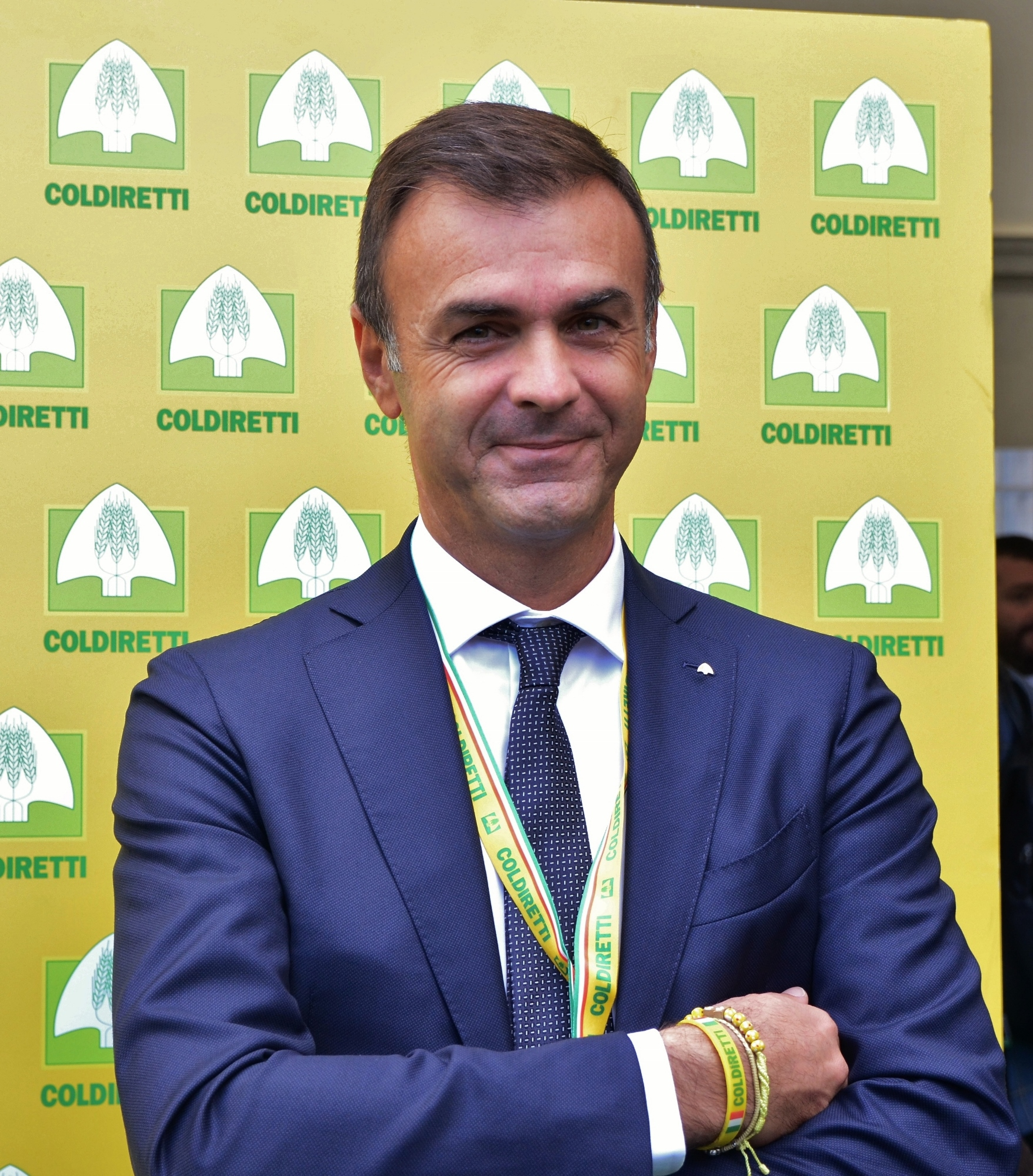
Ettore Prandini, presidente di Coldiretti dal 2018

| Presidente         | dal  | al        |
| ------------------ | ---- | --------- |
| Paolo Bonomi       | 1944 | 1980      |
| Arcangelo Lobianco | 1980 | 1993      |
| Paolo Micolini     | 1993 | 1997      |
| Paolo Bedoni       | 1997 | 2007      |
| Sergio Marini      | 2007 | 2013      |
| Roberto Moncalvo   | 2013 | 2018      |
| Ettore Prandini    | 2018 | In carica |